# Marble Arch

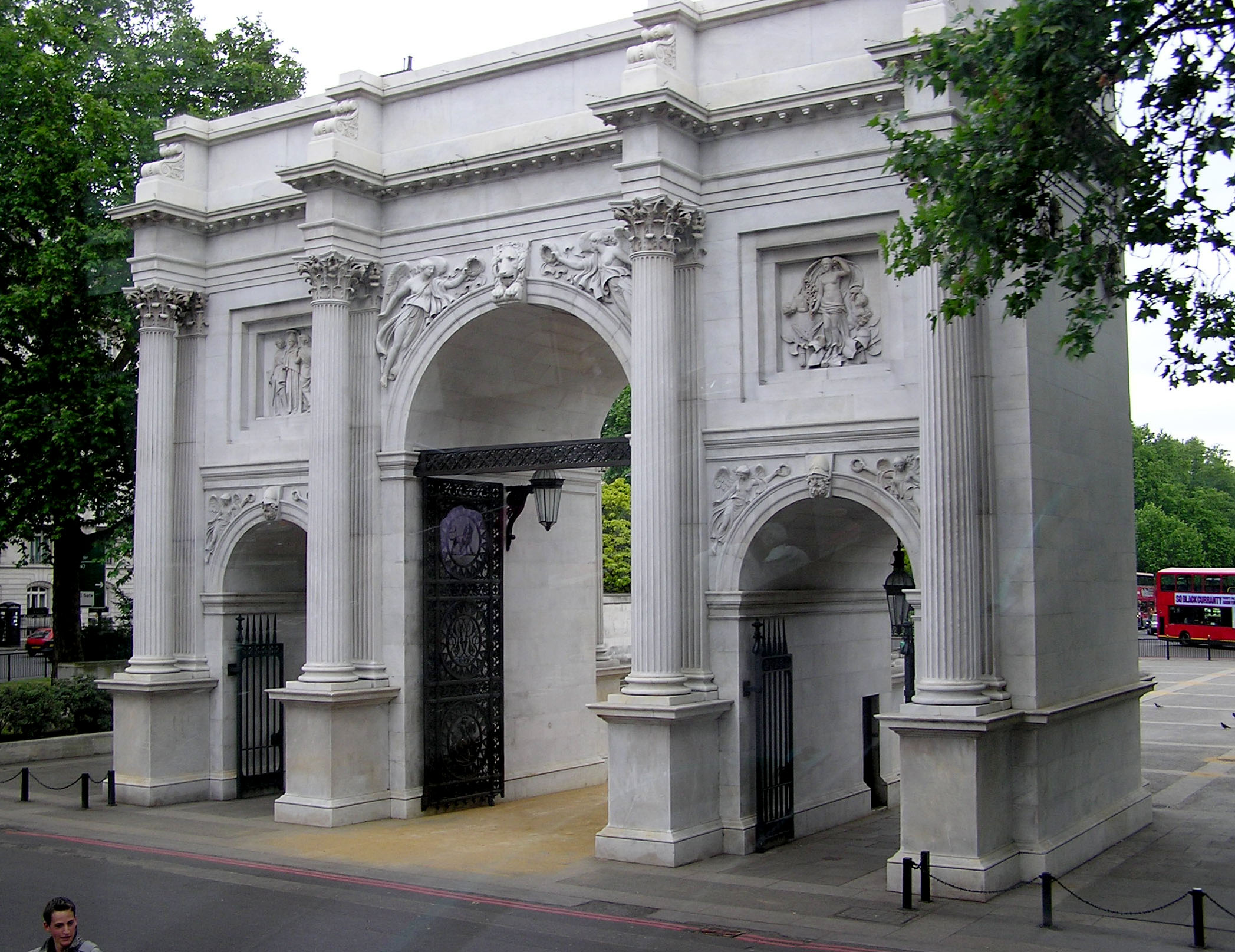
Marble Arch

Marble Arch (Nederlands: Marmeren Boog) is een monument in Londen, nabij Speakers' Corner aan de rand van Hyde Park.
Het monument werd in 1828 ontworpen door John Nash, naar het voorbeeld van de Boog van Constantijn in Rome. Het is gemaakt van wit marmer uit Carrara. De boog was bedoeld als toegangspoort via The Mall tot het eveneens door Nash vernieuwde Buckingham Palace. In 1851 werd de boog verplaatst naar de huidige locatie. Een hardnekkig verhaal wil dat dit kwam doordat de koninklijke koets niet door de poort kon.
Traditioneel mogen alleen leden van de koninklijke familie en de Royal Horse Artillery de poort passeren.
In het monument bevinden zich drie kleine ruimtes, die tot 1950 werden gebruikt als politiebureau, eerst voor de agenten die toezicht hielden over het park en later voor de hoofdstedelijke politie.